# Fred Jacobs
Winfred O. "Fred" Jacobs (Joliet, Illinois, 2 de diciembre de 1922-Golden, Colorado, 19 de octubre de 2008) fue un jugador de baloncesto estadounidense que disputó una temporada en la BAA. Con 1,91 metros de estatura, jugaba en la posición de alero.

## Trayectoria deportiva

### Universidad
Jugó durante su etapa universitaria con los Pioneers de la Universidad de Denver, convirtiéndose junto con Don Putnam en los primeros jugadores salidos de dicha institución en jugar en la BAA o la NBA. Su carrera universitaria se vio interrumpida cuando tuvo que cumplir con el servicio militar en el Ejército de los Estados Unidos en la Segunda Guerra Mundial, estando destinado en Francia.

### Profesional
Tras regresar de la guerra, su entrenador durante su etapa universitaria, Ken Loeffler, le pidió unirse al campus de entrenamiento de los St. Louis Bombers de la recién creada BAA, llegandoa disputar el segundo partido de la historia de la competición, ante Pittsburgh Ironmen el 2 de noviembre de 1946, en el que anotó 10 puntos. Jugó en 18 partidos en la primera parte de la temporada, promediando 2,8 puntos por partido, para posteriormente dedicarse a labores de ojeador.

#### Estadísticas en la BAA

##### Temporada regular
| Temporada | Edad | Equipo            | Liga | Pos. | P  | TIT | MIN | TC  | TCA | %TC  | 3P | 3PA | %3P | TL  | TLA | %TL  | R.OF. | R.DEF. | REB | ASIS | ROB | TAP | PER | FP  | PTS |
| 1946-47   | 24   | St. Louis Bombers | BAA  |      | 18 |     |     | 1.1 | 3.8 | .275 |    |     |     | 0.7 | 1.4 | .480 |       |        |     | 0.3  |     |     |     | 1.4 | 2.8 |
| Total     |      |                   | BAA  |      | 18 |     |     | 1.1 | 3.8 | .275 |    |     |     | 0.7 | 1.4 | .480 |       |        |     | 0.3  |     |     |     | 1.4 | 2.8 |